# Civray (Cher)
Pour les articles homonymes, voir Civray.
Civray est une commune française située dans le département du Cher en région Centre-Val de Loire.

## Géographie
Appartenant au Pays florentais, la commune de Civray est constituée de cinq villages : Bois-Ratier, Civray bourg, Entrevins, la Chapelle du Puits et le Coudray.
La commune fait partie du canton de Chârost.
La culture de la lentille verte du Berry est présente dans la commune.

### Climat
Pour des articles plus généraux, voir Climat du Centre-Val de Loire et Climat du Cher.
En 2010, le climat de la commune est de type climat océanique dégradé des plaines du Centre et du Nord, selon une étude du CNRS s'appuyant sur une série de données couvrant la période 1971-2000. En 2020, Météo-France publie une typologie des climats de la France métropolitaine dans laquelle la commune est exposée à un climat océanique altéré et est dans la région climatique Centre et contreforts nord du Massif Central, caractérisée par un air sec en été et un bon ensoleillement.
Pour la période 1971-2000, la température annuelle moyenne est de 11,2 °C, avec une amplitude thermique annuelle de 15,7 °C. Le cumul annuel moyen de précipitations est de 734 mm, avec 11,3 jours de précipitations en janvier et 7,1 jours en juillet. Pour la période 1991-2020, la température moyenne annuelle observée sur la station météorologique la plus proche, située sur la commune de Quincy à 19 km à vol d'oiseau, est de 12,1 °C et le cumul annuel moyen de précipitations est de 735,0 mm,. Pour l'avenir, les paramètres climatiques de la commune estimés pour 2050 selon différents scénarios d'émission de gaz à effet de serre sont consultables sur un site dédié publié par Météo-France en novembre 2022.

## Urbanisme

### Typologie
Au 1er janvier 2024, Civray est catégorisée commune rurale à habitat dispersé, selon la nouvelle grille communale de densité à 7 niveaux définie par l'Insee en 2022.
Elle est située hors unité urbaine. Par ailleurs la commune fait partie de l'aire d'attraction de Bourges, dont elle est une commune de la couronne,. Cette aire, qui regroupe 111 communes, est catégorisée dans les aires de 50 000 à moins de 200 000 habitants,.

### Occupation des sols
L'occupation des sols de la commune, telle qu'elle ressort de la base de données européenne d’occupation biophysique des sols Corine Land Cover (CLC), est marquée par l'importance des territoires agricoles (87,8 % en 2018), une proportion sensiblement équivalente à celle de 1990 (88,4 %). La répartition détaillée en 2018 est la suivante : 
terres arables (85,3 %), forêts (10,9 %), zones agricoles hétérogènes (2,4 %), zones urbanisées (1,4 %).
L'évolution de l’occupation des sols de la commune et de ses infrastructures peut être observée sur les différentes représentations cartographiques du territoire : la carte de Cassini (XVIIIe siècle), la carte d'état-major (1820-1866) et les cartes ou photos aériennes de l'IGN pour la période actuelle (1950 à aujourd'hui).

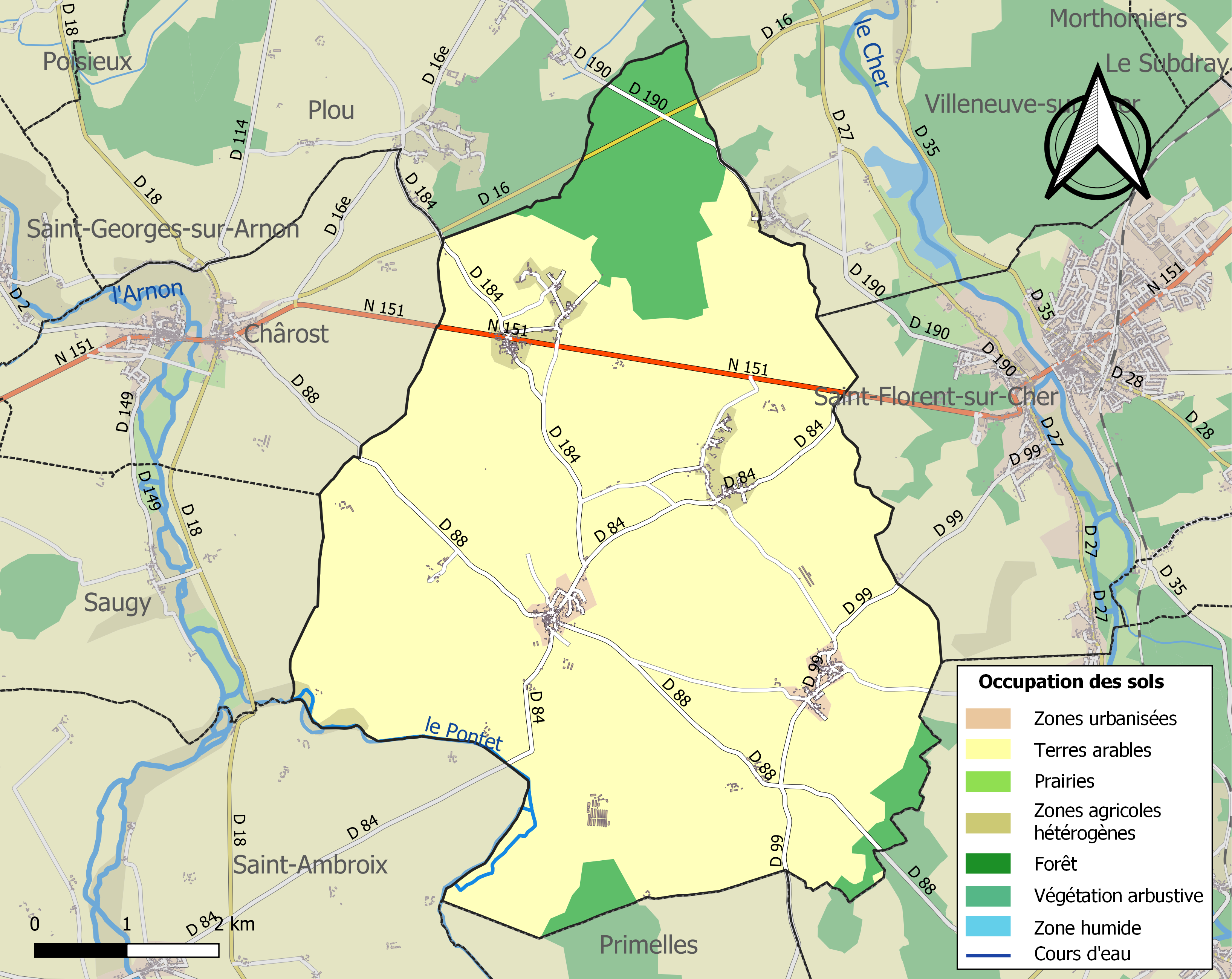
Carte des infrastructures et de l'occupation des sols de la commune en 2018 (CLC).

### Risques majeurs
Le territoire de la commune de Civray est vulnérable à différents aléas naturels : météorologiques (tempête, orage, neige, grand froid, canicule ou sécheresse), mouvements de terrains et séisme (sismicité faible). Il est également exposé à un risque technologique, le transport de matières dangereuses. Un site publié par le BRGM permet d'évaluer simplement et rapidement les risques d'un bien localisé soit par son adresse soit par le numéro de sa parcelle.

#### Risques naturels

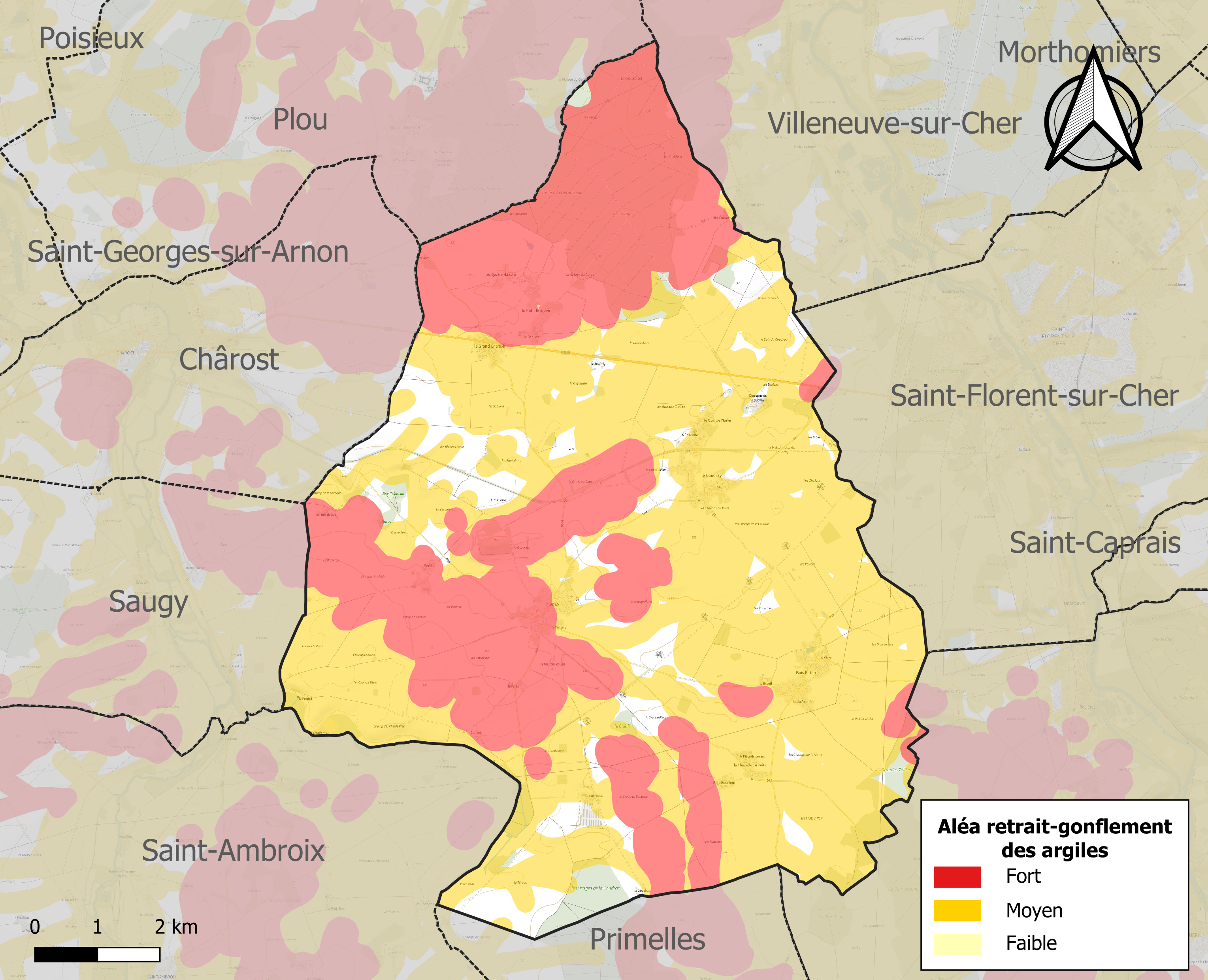
Carte des zones d'aléa retrait-gonflement des sols argileux de Civray.

La commune est vulnérable au risque de mouvements de terrains constitué principalement du retrait-gonflement des sols argileux. Cet aléa est susceptible d'engendrer des dommages importants aux bâtiments en cas d’alternance de périodes de sécheresse et de pluie. 90,3 % de la superficie communale est en aléa moyen ou fort (90 % au niveau départemental et 48,5 % au niveau national). Sur les 514 bâtiments dénombrés sur la commune en 2019, 501 sont en aléa moyen ou fort, soit 97 %, à comparer aux 83 % au niveau départemental et 54 % au niveau national. Une cartographie de l'exposition du territoire national au retrait gonflement des sols argileux est disponible sur le site du BRGM,.
Concernant les mouvements de terrains, la commune a été reconnue en état de catastrophe naturelle au titre des dommages causés par la sécheresse en 1989, 2002, 2018 et 2019 et par des mouvements de terrain en 1999.

#### Risques technologiques
Le risque de transport de matières dangereuses sur la commune est lié à sa traversée par des infrastructures routières ou ferroviaires importantes ou la présence d'une canalisation de transport d'hydrocarbures. Un accident se produisant sur de telles infrastructures est en effet susceptible d’avoir des effets graves au bâti ou aux personnes jusqu’à 350 m, selon la nature du matériau transporté. Des dispositions d’urbanisme peuvent être préconisées en conséquence.

## Transport

### Bus
La commune est desservie par la ligne TER Centre-Val de Loire : Châteauroux ↔ Bourges et par la ligne V du Réseau de mobilité interurbaine.

## Toponymie
Le nom de la localité est attesté sous les formes Civraicum et de Civraico en 1163, Sivray en 1180, Syvriacum et de Syvriaco entre 1185 et 1217, Sevrae le Champenois en 1228, Civray le Campanoix en 1534.

## Histoire
Ce village était situé sur la voie romaine reliant Bourges à Argenton-sur-Creuse.
Civray et le Coudray furent inclus dans le marquisat de Castelnau, situé à Plou. Il fut acquis en 1756 par Bussy, officier qui se distingua aux Indes sous les ordres de Dupleix, et qui devint son beau-fils.

## Politique et administration

### Liste des maires
| Période                                  | Période      | Identité               | Étiquette | Qualité                     |
| ---------------------------------------- | ------------ | ---------------------- | --------- | --------------------------- |
| Les données manquantes sont à compléter. |              |                        |           |                             |
| 1977                                     | mars 1989    | Roger Ledet            |           |                             |
| mars 1989                                | mars 2001    | Daniel Bonneau         |           |                             |
| mars 2001                                | mars 2008    | Guy Petit              |           |                             |
| mars 2008                                | juillet 2020 | Serge Jeanzac          |           | Agent technique, technicien |
| juillet 2020                             | En cours     | Sonia Pazos-Monvoisin, |           | Professeur d'Espagnol       |

## Démographie
La communauté de Civray est en crise démographique au début du XVIIIe siècle, puisqu’elle passe de 136 feux en 1709 à 126 en 1726. L’hiver de 1709-1710 notamment cause de nombreuses pertes, ainsi que la grande canicule de 1719 (qui tua beaucoup par dysenterie).
L'évolution du nombre d'habitants est connue à travers les recensements de la population effectués dans la commune depuis 1793. Pour les communes de moins de 10 000 habitants, une enquête de recensement portant sur toute la population est réalisée tous les cinq ans, les populations de référence des années intermédiaires étant quant à elles estimées par interpolation ou extrapolation. Pour la commune, le premier recensement exhaustif entrant dans le cadre du nouveau dispositif a été réalisé en 2007.

En 2022, la commune comptait 918 habitants, en évolution de −3,37 % par rapport à 2016 (Cher : −2,48 %, France hors Mayotte : +2,11 %).
| 1793  | 1800  | 1806  | 1821  | 1831  | 1836  | 1841  | 1846  | 1851  |
| ----- | ----- | ----- | ----- | ----- | ----- | ----- | ----- | ----- |
| 1 156 | 1 266 | 1 316 | 1 369 | 1 557 | 1 404 | 1 343 | 1 374 | 1 346 |

| 1856  | 1861  | 1866  | 1872  | 1876  | 1881  | 1886  | 1891  | 1896  |
| ----- | ----- | ----- | ----- | ----- | ----- | ----- | ----- | ----- |
| 1 420 | 1 390 | 1 440 | 1 365 | 1 385 | 1 366 | 1 384 | 1 375 | 1 269 |

| 1901  | 1906  | 1911  | 1921  | 1926  | 1931 | 1936 | 1946 | 1954 |
| ----- | ----- | ----- | ----- | ----- | ---- | ---- | ---- | ---- |
| 1 216 | 1 227 | 1 195 | 1 092 | 1 032 | 975  | 905  | 900  | 940  |

| 1962 | 1968 | 1975 | 1982 | 1990  | 1999  | 2006  | 2007  | 2012  |
| ---- | ---- | ---- | ---- | ----- | ----- | ----- | ----- | ----- |
| 954  | 893  | 840  | 813  | 1 023 | 1 004 | 1 001 | 1 001 | 1 008 |

| 2017 | 2022 | - | - | - | - | - | - | - |
| ---- | ---- | - | - | - | - | - | - | - |
| 920  | 918  | - | - | - | - | - | - | - |

## Culture locale et patrimoine

### Lieux et monuments

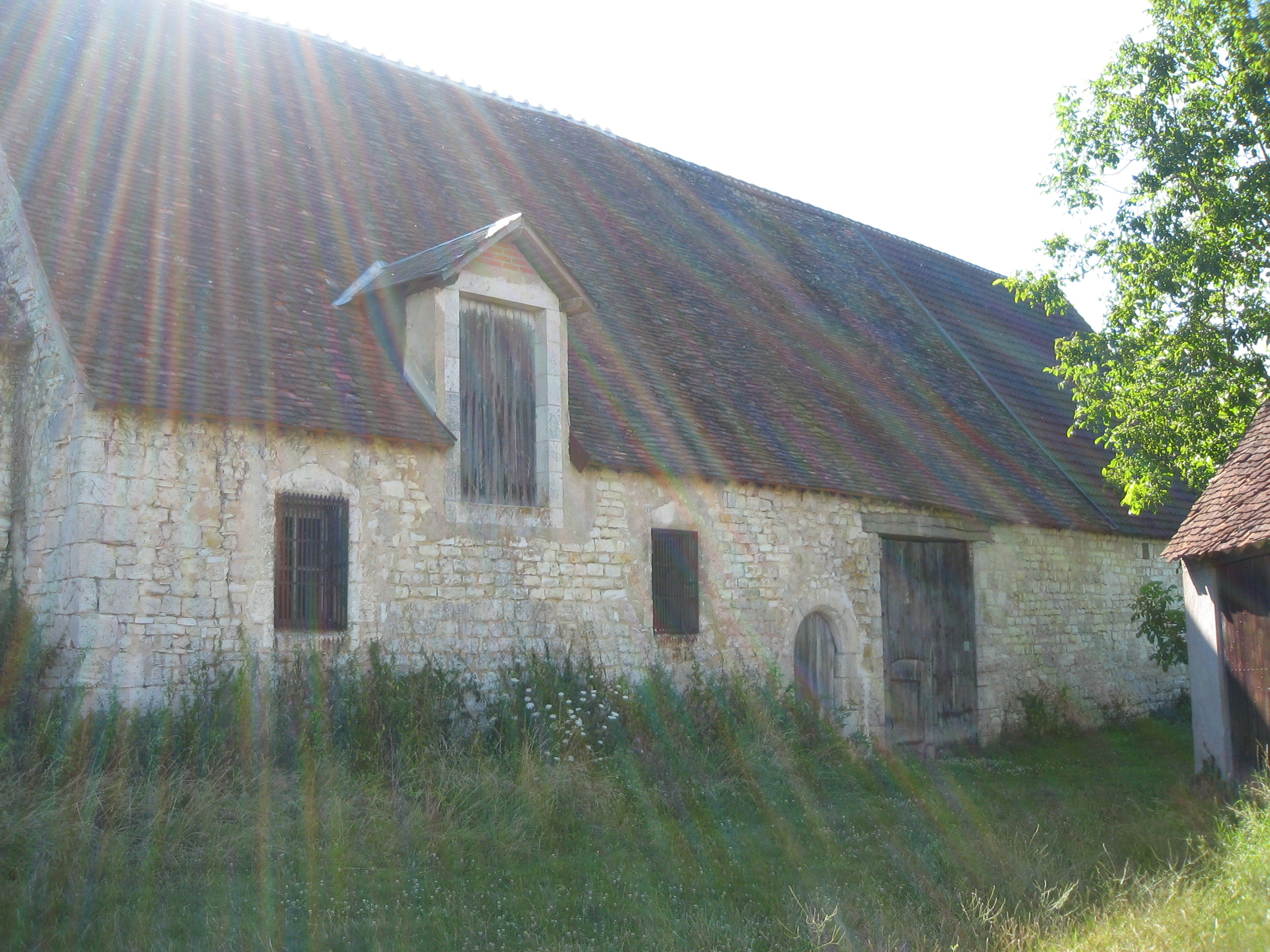
Grange des Dîmes, Civray.

- Église Saint-Pierre, XIIe, XVIIe et XIXe siècles, romane. L'église est un édifice du XIe siècle et est de style roman. La nef et le chœur ont été restaurés au XVe siècle, le clocher-porche est du XIIe. Cette église était autrefois sous le patronage de l'abbaye de Saint-Sulpice de Bourges. Une petite pièce à l'entrée de l'église aurait servi de dormitorium (dortoir) aux pèlerins en route vers Saint-Jacques-de-Compostelle. En 1661, le clocher a été frappé par la foudre et a alors été remplacé par l'humble clocheton actuel. Avant la Révolution, l'église possédait trois autels, de Notre-Dame, de saint Pierre et de saint Eloi.
- Grange des Dîmes, XVe siècle. Possession de l'abbaye Saint-Sulpice, la grange des Dîmes  de Civray est un vaste bâtiment à porte charretière simple, sans auvent.Certaines fenêtres à meurtrières des extrémités sud-ouest et nord-est, ainsi qu'une porte en plein cintre, datent peut-être du XVe siècle. Bien que l'édifice possède des murs porteurs d'une épaisseur de 1,40 mètre, plusieurs jambes de force de la charpente prennent appui sur des corbeaux ou des colonnes baguées en pierre.
- Chapelle Notre-Dame de Sérigny, inscrit dans sa presque intégralité monument historique depuis 2006, était une chapelle annexe à l'église Saint-Pierre. La nef a été construite au XIIe siècle et restaurée au XVe siècle[31].
- La commune se rassemble autour de sa culture gastronomique le 14 juillet, lors de la Fête de la galette de pommes de terre. Elle est dégustée avec du cidre ou des jus de fruits dans une ambiance festive[32].

### Héraldique
|  | Les armoiries de Civray se blasonnent ainsi : De sinople à la porte de ville flanquée de deux échauguettes d'argent, au chef cousu d'azur chargé d'une clé d'or accostée de deux fleurs de lis du même. |